# Бото, Кенжи-Ван
Кенжи́-Ван Бото́ (фр. Kenji-Van Boto; 7 марта 1996, Сен-Дени) — французский и мадагаскарский футболист, защитник клуба «По» и сборной Мадагаскара.

## Клубная карьера
Кенжи Ван Бото начинал заниматься футболом в молодёжной команде французского клуба «Осер». В 2014 году защитник был переведён в первую команду клуба. Но при этом футболист ещё два года продолжал играть за дублирующий состав.
Сезон 2021/22 Бото на правах аренды провёл в клубе Лиги 2 «По». После чего вернулся в «Осер».

## Карьера в сборной
Международную карьеру Бото начинал в юношеской сборной Франции (U-16). Но в сентябре 2022 года в товарищеском матче против команды Конго Кенжи-Ван Бото дебютировал в сборной Мадагаскара.